# 吉扬迪尔讷
吉扬迪尔讷（法語：Guyans-Durnes，法語發音：[ɡɥijɑ̃ dyʁn]）是法国杜省的一个市镇，位于该省中部偏西，属于贝桑松区。

## 地理
吉扬迪尔讷（47°7'22"N, 6°14'37"E）面积9.03 平方千米，位于法国勃艮第-弗朗什-孔泰大區杜省，该省份为法国东部内陆省份，北起上索恩省，西接汝拉省，东部及东南部与瑞士接壤，东北部与贝尔福地区省接壤。
与吉扬迪尔讷接壤的市镇（或旧市镇、城区）包括：法勒朗、索勒、韦尔涅尔丰坦、瓦尔、埃塔朗。

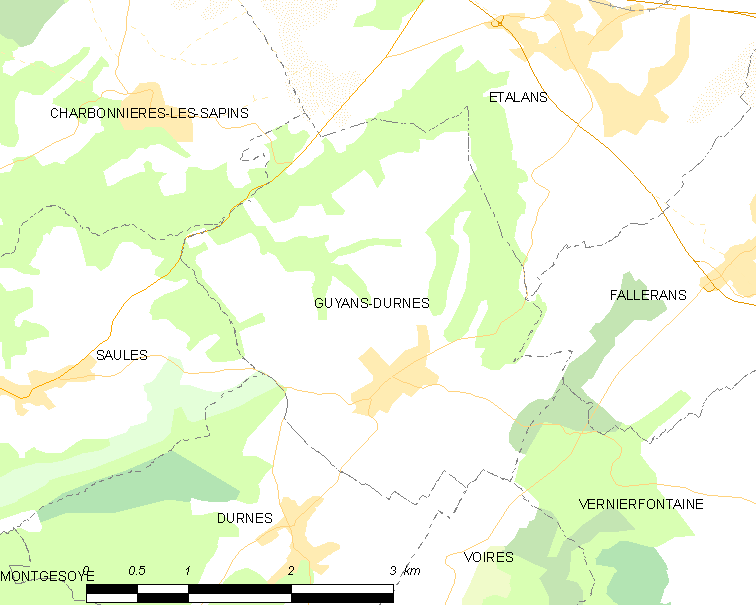
吉扬迪尔讷的OSM定位图

吉扬迪尔讷的时区为UTC+01:00、UTC+02:00（夏令时）。

## 行政
吉扬迪尔讷的邮政编码为25580，INSEE市镇编码为25300。

## 政治
吉扬迪尔讷所属的省级选区为瓦尔达翁县。

## 人口

1962-2008年间吉扬迪尔讷人口变化图示

吉扬迪尔讷于2022年1月1日时的人口数量为317人。